# Hawajczyk rdzawoczelny
 Hawajczyk rdzawoczelny, hawajczyk (Chasiempis sandwichensis) – gatunek małego ptaka z rodziny monarek (Monarchidae). Zamieszkuje siedliska leśne na hawajskiej wyspie Hawaiʻi. Jest bliski zagrożenia wyginięciem.

## Taksonomia i systematyka
Gatunek został formalnie opisany w 1789 r. przez niemieckiego przyrodnika Johanna Friedricha Gmelina w jego poprawionym i rozszerzonym wydaniu Systema Naturae Karola Linneusza. Umieścił go wraz z muchołówkami w rodzaju Muscicapa i ukuł binominalną nazwę Muscicapa sandwichensis. Nazwa rodzajowa Chasiempis (Chasiempsis, Chasciempis) pochodzi od gr. χαινω khainō „otwierać się szeroko, trwać z szeroko otwartymi ustami”; εμπις empis, εμπιδος empidos „moskit, komar”. 

### Podgatunki
Zwykle wyróżnia się trzy podgatunki Chasiempis sandwichensis: C. s. sandwichensis, C. s. ridgewayi i C. s. bryani. Sandwichensis występuje na zachodzie wyspy Hawaiʻi, bryani w jej północno-środkowej części, a ridgwayi na wschodzie.
Status podgatunków jest niepewny. Podgatunek północno-środkowy, bryani występujący na suchych zachodnich zboczach Mauna Kea na wysokości od 1900 do 3000 m n.p.m., wyróżnia się wizualnie i może być uważany za odrębną formę, ale analizy genetyczne nie znalazły dowodów na podział C. sandwichensis nawet na poziomie podgatunku (VanderWerf i in. 2010).
Dawniej za podgatunki C. sandwichensis uznawano także przedstawicieli rodzaju Chasiempis z innych hawajskich wysp – hawajczyka białobrodego (C. sclateri) i hawajczyka czarnogardłego (C. ibidis), ale badania genetyczne wykazały, że stanowią one osobne gatunki.

## Morfologia
Dorosłe osobniki są ciemnobrązowe od góry i białawe od spodu, z różną ilością brązowych akcentów. Mają białe paski na skrzydłach, kuprze i końcówkach ogona. Samce mają czarne gardła, a samice białe.

## Występowanie
Endemiczny dla wyspy Hawaiʻi (Big Island) na Hawajach. Występuje prawie na całej wyspie, ale wyraźnie liczniej po wschodniej stronie i może być lokalnie wytępiony z niektórych obszarów nizinnych, gdzie wcześniej występował. Bardziej pospolity w lasach na wyższych wysokościach, ale występuje również na niższych poziomach w niektórych obszarach, gdzie zachowały się lasy. Odizolowane populacje występują na Kohala i na zachodnim zboczu Mauna Kea. Historyczne rozmieszczenie prawdopodobnie obejmowało wszystkie zalesione obszary wyspy.
Miejsca, w których zwykle można go spotkać, obejmują Park Narodowy Wulkany Hawaiʻi, szlak Pu'u O'o wzdłuż Saddle Road, Kaloko Mauka, Manuka State Park i Pu'u La'au.

## Zachowanie
Odważny i ciekawski; nie boi się ludzi i może podążać za turystami. Często trzyma ogon wygięty pod kątem. Obie płcie wydają różne dźwięki i piski.
Zarówno samce, jak i samice uczestniczą prawie w równym stopniu we wszystkich aspektach wychowania. Drobno tkane gniazda kubkowe są budowane w ʻōhiʻa i na innych drzewach zależnie od ich dostępności. Zwykle składają dwa jaja, a kolejne gniazda są zakładane, często podczas gdy pisklęta z pierwszego są nadal karmione. Młode są karmione przez rodziców przez co najmniej miesiąc, ale pozostają na terytorium rodzicielskim przez okres do dziesięciu miesięcy.

## Pożywienie
Żywią się stawonogami, stosując różnorodne strategie polowań, zależne od środowiska. Mogą chwytać owady w locie lub przysiadając na gałęziach.

## Status
Hawajczyk rdzawoczelny od 2023 roku jest klasyfikowany przez Międzynarodową Unię Ochrony Przyrody jako gatunek bliski zagrożenia (NT, Near Threatened); wcześniej miał status gatunku narażonego (VU, Vulnerable). Zajmuje niewielki i zmniejszający się zasięg, w którym jego populacja, choć nadal dość duża, jest poważnie rozdrobniona i zmniejsza się. W oparciu o dane z lat 1976–1979 i 1983 oszacowano całkowitą liczebność populacji w roku 1986 na około 215 000 osobników, czyli około 140 tysięcy osobników dojrzałych. Główne zagrożenia to utrata i degradacja siedlisk, negatywny wpływ gatunków introdukowanych, choroby czy zmiany klimatyczne.